# Geschichte der Stadt Bordeaux
Die Geschichte der Stadt Bordeaux umfasst die Entwicklungen auf dem heutigen Gebiet der Stadt Bordeaux von der ersten Besiedlung bis zur Gegenwart. Sie ist von Kelten, Römern, Franken und dem englisch-französischen Gegensatz geprägt, seit Mitte des 15. Jahrhunderts gehört Bordeaux ununterbrochen zu Frankreich. Im Laufe der Jahrhunderte erreichte die Stadt drei ökonomische Blütezeiten, die vor allem auf die strategische Lage, die Handels- und Verkehrsverbindungen zurückzuführen sind.

## Antike und Völkerwanderungszeit

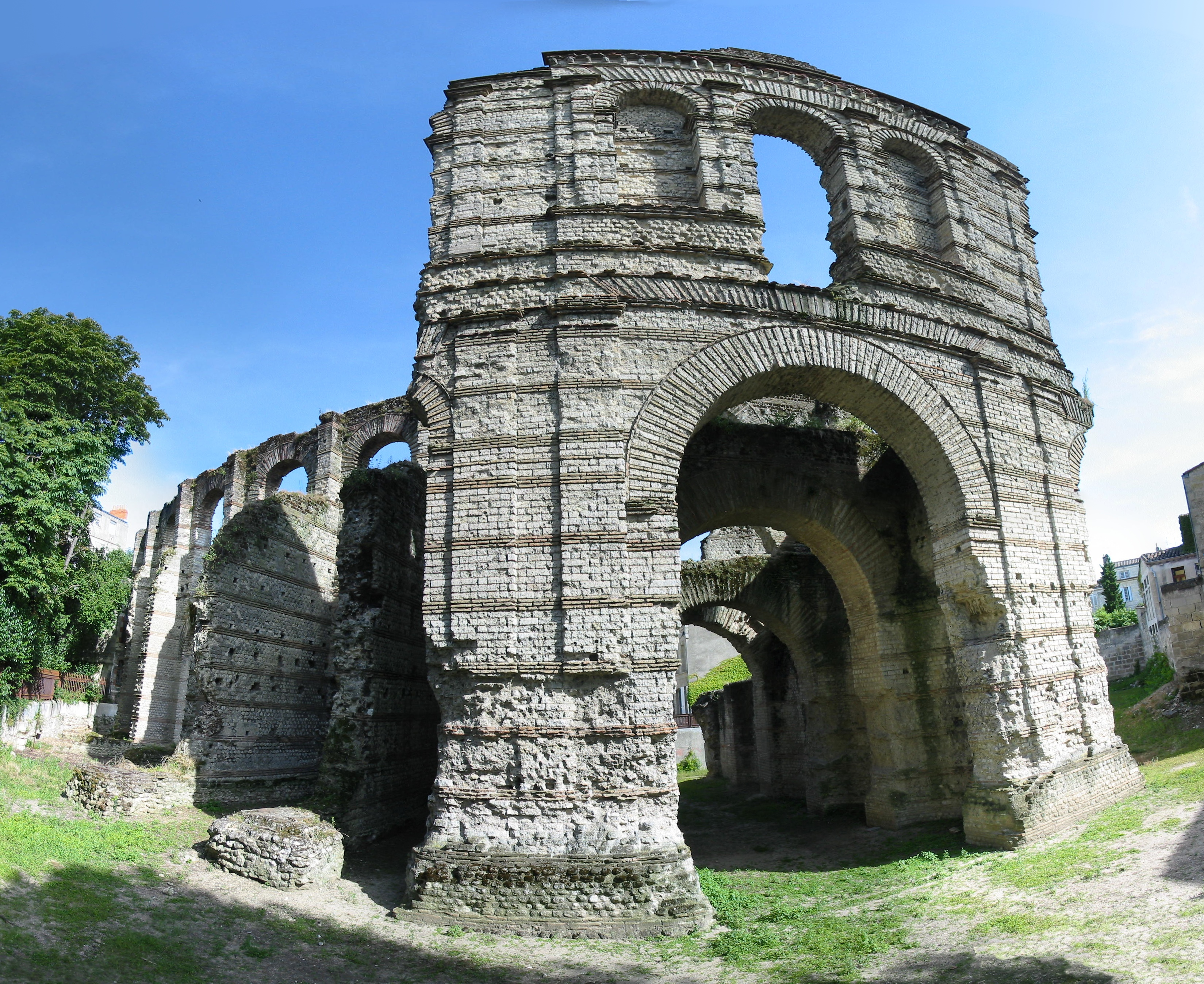
Amphithéâtre de Bordeaux (Palais Gallien)

Die Stadt geht auf eine keltische Siedlung aus dem 3. Jahrhundert v. Chr. zurück. Sie war Hauptstadt des Stammes der Bituriger und gewann aufgrund ihrer strategischen Lage schon früh Bedeutung: Hier bestand auf einem der Hauptverkehrswege Westeuropas eine günstige Gelegenheit zur Querung der Garonne, über die sowohl Handel als auch Truppen gesteuert werden mussten. Nach der Eroberung Galliens durch die Römer gewann die Burdigala genannte Stadt daher noch an Bedeutung. Während dieser Zeit war die Region eine der Kornkammern des Römischen Reiches und exportierte große Mengen an Weizen nach Rom, Burdigala schlug außerdem große Mengen an Metallen (insbesondere Blei) und Schmiedewaren um. Es ist fast unumstritten, dass der Weinbau in der Region durch die Römer eingeführt wurde; gleichwohl herrscht Uneinigkeit über den genauen Zeitpunkt. Zwar wurde schon vor der Zeitenwende Wein konsumiert, wie Amphorenfunde dokumentieren, aber dieser wird vor allem aus der Provincia Narbonensis importiert worden sein. Vermutlich wurde der Weinbau ab dem 1. Jahrhundert praktiziert. Diese Zeit fällt zusammen mit der ersten wirtschaftlichen Blüte von Bordeaux, die bis zum Ende des 4. Jahrhunderts andauerte. Im 2. Jahrhundert wurde die mittlerweile zu großem Reichtum gelangte Handelsmetropole zur Hauptstadt der Provinz Gallia Aquitania erhoben; Gouverneure wie Agricola verfügten über große Macht. Handel, Weinbau und die günstige Lage als Seehafen waren Ursache dafür. Gnaeus Iulius Agricola hatte seine militärische Laufbahn zwischen 58 und 62 n. Chr. in Britannia als Militärtribun im Stab des Statthalters Gaius Suetonius Paulinus begonnen. Nach seiner Rückkehr nach Rom diente Agricola 66 als Volkstribun, zwei Jahre später dann als Praetor. Im Jahre 71 wurde er zum Legatus beim Gouverneur von Britannien, Quintus Petilius Cerialis und Befehlshaber der Legio XX Valeria Victrix. Als Cerialis die Provinz verließ, wurde Agricola zum Statthalter der Provinz Gallia Aquitania ernannt.
Das Stadtbild des antiken Burdigala muss beeindruckend gewesen sein; Reiseberichte römischer Schriftsteller beschreiben es als eine reiche, prächtige Stadt, die sich mit prächtigen öffentlichen Bauten schmückte und deren 1Amphitheater, im 3. Jahrhundert errichtet, 15.000 Zuschauer fasste. Es bildete sich eine bedeutende griechische Gemeinde, die den intellektuellen Puls der Stadt bestimmte, aber auch Iberer, Bretonen, Germanen und sogar römische Bürger fühlten sich nach Burdigala hingezogen, so dass Zeitgenossen sogar vom „kleinen Rom“ sprachen. 224 errichtete ein Handelsreisender aus Britannien der lokalen Göttin Tutela ein Heiligtum. Nach einem ersten Barbareneinfall im Jahre 276 wurde die Stadt erstmals befestigt. Im 4. Jahrhundert stellte sie einige der bedeutendsten Persönlichkeiten ihrer Zeit, so den im ganzen Reich berühmten Dichter Ausonius und den später heiliggesprochenen Paulinus von Nola. Aus deren Schriftverkehr lässt sich einiges über den Lebensstandard der damaligen Zeit erfahren: Der Wein war bereits eine derart begehrte Handelsware geworden, dass sie bis nach Trier und auf die iberische Halbinsel exportiert wurde. Im Austausch importierten die Bordelais vor allem Olivenöl.
Zur selben Zeit fasst auch das Christentum endgültig Fuß. In Bordeaux wurden zahlreiche Gräberfelder mit Sarkophagen aus dem 4. Jahrhundert geborgen. Die Kirche Saint-Seurin war Sitz des Bischofs von Bordeaux – sie hat sich eine gallo-römische Krypta erhalten. Nach der Teilung des Römischen Reiches kündigte sich der Niedergang der Stadt an: 410 wurde Rom von den einfallenden Westgoten geplündert, der folgende Zusammenbruch von Westrom beraubte auch Bordeaux seiner wirtschaftlichen Bedeutung. Obwohl zunächst ein gewisser Lebensstandard und die Fortführung römischer Kultur innerhalb der Befestigungen fortbestand, konnte die Stadt nicht mehr an ihre Glanzzeiten anknüpfen. 476 wurde Bordeaux dem Westgotenreich eingegliedert, bereits 507 von den Franken erobert und 580 weitgehend durch ein Erdbeben zerstört. Die fortwährenden Verwüstungen leiteten eine Zeit ein, die auch in Bordeaux als „dunkle Jahrhunderte“ beschrieben werden.

## Mittelalter
Spätestens nach der Aufteilung des Teilreiches von Charibert I. von Paris, also 567, gehörte Bordeaux zu Neustrien. Nach der Heirat des neustrischen Königs Chilperich I., gab dieser die Stadt, zusammen mit Cahors, Limoges, Bearn und Bigorre jedoch als Morgengabe an seine Braut Gailswintha. Diese fünf Städte lagen strategisch zum Gebiet des Schwiegervaters Athanagild, dem König der Westgoten.
Nachdem Chilperich die Ermordung seiner Gattin veranlasst hatte, ging dieses Erbe, nach einer Regelung eines von Guntram, dem König der Burgunder einberufenen Malbergs, auf das Königreich Austrasien über.
Letzten Endes damit nicht einverstanden, versuchte Chilperich im Jahr 573, mit seinem Sohn Chlodwig als Heerführer, die Städte zurückzuerobern. Zwar gelang kurzfristig die Eroberung von Bordeaux, jedoch wurden die Truppen Chlodwigs schon einen Monat später vom austrischen Markgrafen Sigulf wieder vertrieben.
Das frühe Mittelalter war insgesamt für Bordeaux eine Zeit ständiger Unsicherheit. Zwar wurde die Stadt von Dagobert I. wieder zur Hauptstadt eines neu gegründeten Herzogtums Aquitanien erhoben, aber schon im Zuge der islamischen Eroberungszüge 732 durch Abd ar-Rahman geplündert und verwüstet. Nach der Niederlage der Araber bei Poitiers im selben Jahr wurden diese hinter die Pyrenäen zurückgedrängt, und Karl der Große bemühte sich um die Befriedung der Region. Um seine Erbfolge zu regeln, erhob er Aquitanien zum Königreich, das seinem Sohn Ludwig dem Frommen bestimmt war.
Wenig später hatte das ganze Bordelais unter fortgesetzten Raubzügen der Wikinger zu leiden. Auf dem Weg in das Mittelmeer überfielen sie im Jahr 844 erstmals die Stadt und wiederholten ihre Plünderungen bis in das Jahr 1000. Der Status eines Königreiches ging Aquitanien zudem 866 wieder verloren. Der Wiederaufstieg von Bordeaux kündigte sich erst 1036 an, als Aquitanien und die Gascogne vereinigt wurden und sich das Lehen über fast das gesamte südwestliche Viertel des heutigen Frankreichs erstreckte. Auch der Weinbau wurde, nach einigen Verfahrensverbesserungen, wieder zu einem Wirtschaftsfaktor.
Ursächlich für die zweite große Blütezeit von Bordeaux war Eleonore von Aquitanien, eine der schillerndsten Figuren des Mittelalters. Sie erbte das Lehen von ihrem Vater Wilhelm X. und brachte es in die Ehe mit Ludwig VII., dem König von Frankreich ein. Die Hochzeit wurde 1137 in Bordeaux gefeiert, aber die Ehe gestaltete sich als unglücklich und brachte keinen Thronfolger. 1152 wurde die Ehe annulliert. Das so zurückerhaltene Lehen brachte Eleonore in die Heirat mit Henri Plantagenêt aus dem Hause Anjou ein, die unmittelbar darauf stattfand. Als Henri Plantagenêt zwei Jahre darauf den englischen Thron erbte, fiel das gesamte Aquitanien England zu. Vom 12. bis zum 15. Jahrhundert blieb Bordeaux unter der Herrschaft der Könige von England, eine neue Stadtmauer und ein gewaltiger Palast wurden errichtet und die romanische Kirche durch einen gotischen Bau, die Kathedrale Saint-André, ersetzt. Bordeaux war seitdem Sitz eines Erzbischofs und Hauptstadt des Fürstentums Guyenne (eine englische Adaptation des französischen Namens Aquitaine). Im Vergleich zu anderen Provinzen war der Lebensstandard in Bordeaux und Umgebung hoch: Die Lebensmittelversorgung war ausreichend, der Wein wurde über den Seehafen nach England und in alle Welt exportiert, und selbst die Pestwelle von 1348 verschonte die Stadt.
Während des Hundertjährigen Krieges konnten sich die Engländer in Bordeaux halten, und nicht wenige schlugen hier ihre dauerhafte Residenz auf. Edward of Woodstock, genannt der „Schwarze Prinz“, setzte den gefangengenommenen französischen König Johann den Guten in Bordeaux fest und versuchte während seiner Regentschaft von 1355 bis 1372, Aquitanien zu einem souveränen Reich zu formen, was ihm allerdings nicht gelang.
Im Jahre 1441 wurde die Universität Bordeaux gegründet. Ab 1443 rückten die französischen Armeen wiederholt auf Bordeaux vor, aber erst nach der Schlacht von Castillon. 1453 fiel die Stadt mitsamt der Guyenne endgültig an Frankreich zurück.
Die Rückkehr nach Frankreich wurde von den Bürgern, viele von ihnen mächtige und reiche Kaufleute, keineswegs begrüßt, da hierdurch die alten Absatzmärkte in England fortfielen. Auch der König sicherte sich ab, indem er zwei große Festungen bauen ließ: Im Norden das Château de la Trompette, im Westen das Château du Hâ. Diese waren zwar vor allem Verteidigungsbauten, aber die Geschütze konnten im Falle von Aufständen auch gegen die Bevölkerung gerichtet werden und wurden zudem als Gefängnisse genutzt. Um die Effektivität dieser Zwingburgen nicht zu behindern, durfte in deren Schussfeld auch innerhalb der Stadtmauern nur eingeschossig gebaut werden. Erst 1494 wurde ein Parlament eingerichtet, das dem Bürgertum eine beschränkte Selbstverwaltung ermöglichte und ein Zugeständnis des französischen Königshauses an die Bordelais darstellte. Insbesondere bekam Bordeaux nun, wenn auch eine eingeschränkte und weitgehend vom Adel kontrollierte, Hoheit über die Abgabengestaltung.

## Neuzeit

### Frühe Neuzeit

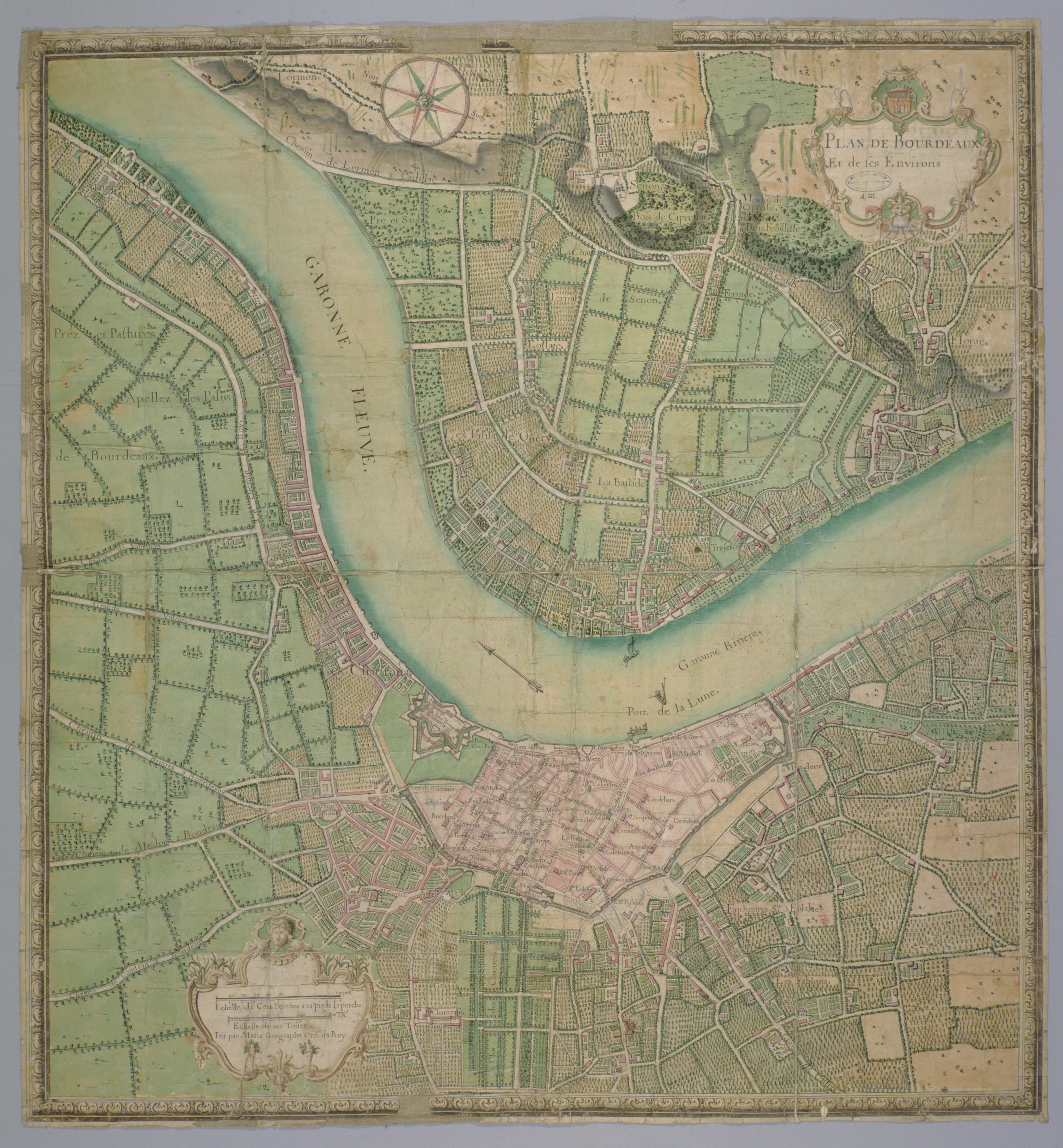
Plan von Bordeaux und Umgebung, von Hippolyte Matis (1716–1717)

Das 16. und 17. Jahrhundert waren eine Zeit, in denen sich Krisen mit Erholungen abwechselten. Bordeaux war eine Hochburg des Humanismus, dem der berühmte Philosoph Michel de Montaigne als Bürgermeister vorstand; es litt jedoch wie viele Städte des Südens unter den Folgen der Religionskriege, deren Flüchtlinge es bereitwillig aufnahm. Dem Niedergang des Weinexports begegnete man mit dem Ausweichen auf andere Handelsgüter wie Textilfarben, mit der Zeit konnte auch der Wein schrittweise den Binnenmarkt erobern, der in der Zeit zuvor vor allem von burgundischen Weinen bestimmt war. Weder die neue Beliebtheit ihres Weines am königlichen Hof noch die pompös gefeierte Hochzeit Ludwigs XIII. 1615 in der Kathedrale Saint-André konnten die mehrheitlich antiroyalistischen Bordelais jedoch davon abhalten, sich an mehreren Volksaufständen gegen den König zu beteiligen, von denen die wichtigsten die Gabelle-Unruhen und die Fronde waren. Erst 1653 unterwarf sich die Assemblée de l’Ormée, die Fronde der Bürger von Bordeaux, auch Parti de l'Ormée genannt, dem König.
Bordeaux erlebte seine dritte Blütezeit im 18. Jahrhundert durch den florierenden atlantischen Seehandel, insbesondere mit den Antillen. Zu dieser Zeit wurden einige fähige Intendanten in die Stadt entsandt, die ihr ein völlig neues Gesicht verliehen: Die alten Stadtmauern wurden abgerissen und durch breite Prachtstraßen ersetzt, die sogenannten Cours. Entlang dieser Cours entstanden einige der beeindruckendsten Privathäuser, die noch heute teilweise wie Paläste erscheinen. Die prächtigen Gebäude am Rande der Hafenquais stammen ebenfalls aus dieser Zeit. Das im klassizistischen Stil errichtete Grand Théâtre empfing die begehrtesten Ensembles von ganz Frankreich. Ein Meisterwerk merkantiler Baukunst ist das Palais de la Bourse, der Sitz der Börse. Bordeaux wurde als größter französischer Hafen der damaligen Zeit so zu einem Schaufenster des Landes ausgebaut, das durch schiere Pracht die Neuankömmlinge beeindrucken sollte. Das Stadtbild der Intendanten hat sich weitgehend bis heute erhalten, während das mittelalterliche Bordeaux in dieser Epoche nahezu verschwand.

### Revolution, Empire und Restauration
Die Französische Revolution setzte dieser Entwicklung ein abruptes Ende. Nachdem – gewissermaßen als lokales Pendant zur Bastille – das Château de la Trompette gestürmt worden war, ging die Macht in die Hände der Revolutionäre über. 1790 wurde Bordeaux Hauptstadt des neu geschaffenen Départements Gironde. In der Nationalversammlung stellten die bürgerlich-liberalen Abgeordneten, die Girondisten genannt wurden, eine bedeutende Gruppe, die zunächst erheblichen Einfluss ausübte und maßgeblich an der Erklärung der Menschen- und Bürgerrechte und der neuen Verfassung mitwirkte. Bereits 1793/94 verloren die Girondisten mit der Terrorherrschaft der Jakobiner um Robespierre wieder ihren Einfluss und wurden verfolgt, nach Paris verbracht und dort hingerichtet. Auch 300 Bordelais wurden öffentlich guillotiniert. Obwohl viele der Prachtbauten in Bordeaux zu Scheunen, Ställen und Magazinen degradiert wurden, konnte sich der internationale Handel trotz einiger willkürlicher Verhaftungen weiterentwickeln.
Erst unter der Herrschaft von Napoleon folgte die wirtschaftliche Katastrophe: Während der Napoleonischen Kriege brachte die Kontinentalsperre jeglichen Handel mit Großbritannien zum Erliegen, und nur ein staatlicher Kredit verhinderte den Bankrott der Stadt. Der Schmuggel, schon im 18. Jahrhundert ein Problem, nahm exorbitante Ausmaße an. Allerdings verbesserte sich in dieser Zeit die Infrastruktur, da gewaltige Truppenkontingente in Richtung Spanien verlegt wurden, die unter anderem Bordeaux passierten. Diesem Umstand ist es zu verdanken, dass ab 1816 die erste feste Brücke über die Garonne gebaut wurde, der Pont de Pierre (wörtlich „Steinbrücke“; unter Napoleon konnte nur ein Vorgängerbau aus Holz errichtet werden). Die Bedenken der lokalen Würdenträger, die technischen Herausforderung angesichts der starken Strömung und der unberechenbaren Fluten zu meistern, soll Napoleon zu dem Satz Impossible n’est pas francais! veranlasst haben (wörtlich „Unmöglich ist nicht französisch!“). Auf den französischen Kaiser ist auch die Anlage des Boulevards zurückzuführen, der in einem weiten Halbrund um die Altstadt angelegt wurde.

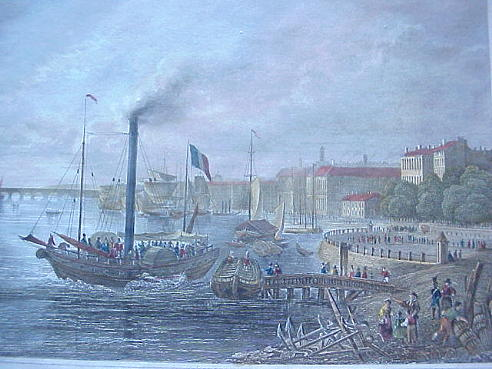
Stadtansicht von Bordeaux, kolorierter Stich um 1850. Rechts im Vordergrund die Esplanade des Quinconces, links im Hintergrund der Pont de Pierre

Die Wiedereinsetzung der Bourbonen wurde in Bordeaux gefeiert, da alte Handelsbeziehungen wiederaufgenommen werden konnten. Auf dem Gelände des geschleiften Château de la Trompette entstanden bald darauf die Esplanades des Quinconces, der damals größte Platz der Welt, mit Baumreihen geschmückt und von Wohnhäusern der Reichen umgeben. In dieser Zeit wuchs die Bevölkerung erheblich: Zwischen den Cours und dem Boulevard entstanden neue Vorstädte, die sich auf dem linken Garonneufer ringförmig um den mittelalterlichen Kern ausbreiten. Im Nordwesten und Südwesten liegen bis heute die Viertel des gehobenen Bürgertums, dazwischen die einfachen Wohngegenden für Arbeiter und Kleinbürgertum. Das rechte Ufer der Garonne entwickelte sich im Vergleich nur langsam. Während der aufkommenden Industrialisierung siedelten sich hier und in der Hafengegend die meisten Großbetriebe an. Gleichzeitig erfuhren Kunst und Literatur in Bordeaux im 19. Jahrhundert einen Aufschwung, der Maler wie Francisco de Goya und Schriftsteller wie Stendhal anzogen.
Die Industrialisierung betraf Bordeaux nur am Rande. Einige der ersten Eisenbahnlinien wurden von Bordeaux aus verlegt und die Stadt wurde zu einem Knotenpunkt zweier regionaler Eisenbahngesellschaften. Im Übrigen errang lediglich die Glasindustrie einen gewissen Rang, nachdem die Hauptversandart für Wein von Fässern auf Flaschen umgestellt worden war. Daher ist in Bordeaux nie ein Proletariat als gesellschaftlich bestimmende Klasse entstanden. Aus diesem, vor allem aber aus strategischen Gründen zog sich die Regierung Napoléon III. nach dessen Gefangennahme nach der Schlacht von Sedan nach Bordeaux zurück, als preußische Truppen zur Jahreswende 1870/71 auf Paris vorrückten. Die einseitig auf Wein ausgerichtete Wirtschaft führte Ende des 19. Jahrhunderts zu einer wirtschaftlichen Katastrophe, als die Reblaus fast den gesamten Weinbestand im Bordelais vernichtete. Nur über die Einführung resistenter Stöcke aus Amerika und deren Veredlung mit überlebenden Trieben (bouillie bordelaise) konnte die wirtschaftliche Grundlage in zäher Kleinarbeit wiederhergestellt werden.

### 20. Jahrhundert

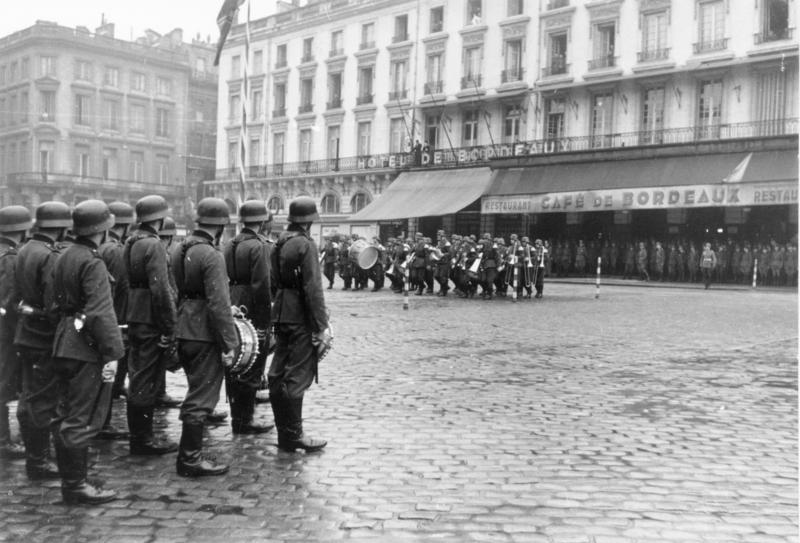
Platzkonzert der Wehrmacht 1942 auf der Place de la Comédie

Auch im Ersten und Zweiten Weltkrieg zog sich die französische Regierung vor den heranrückenden deutschen Truppen aus Paris nach Bordeaux zurück. Zwischen dem 1. Juli 1940 und dem 27. August 1944 war Bordeaux von Truppen der Wehrmacht besetzt. Für die Besatzer spielte die Stadt eine herausragende strategische Rolle: Aufgrund der exponierten Lage nahe der Atlantikküste, die von den Deutschen zum „Atlantikwall“ ausgebaut und in ihrer ganzen Länge mit Bunkern befestigt wurde, errichtete die Wehrmacht hier einen großen und wichtigen U-Boothafen. Wirtschaftlich war Bordeaux insbesondere aufgrund seines Weins in den Fokus geraten: das Militär und auch NSDAP-Funktionäre – gerade Göring persönlich – waren versessen auf die Spitzenweine der Region. Heinz Bömers, von den Deutschen eingesetzter „Weinführer“ für die Region Bordeaux, konnte eine formal von der NSDAP unabhängige Position aushandeln, hatte aber den unausgesprochenen Auftrag, Bordeaux zu plündern und möglichst alle Weinvorräte nach Deutschland zu verschaffen. Durch eine kluge Schaukelpolitik und gelegentliche Täuschungen durchkreuzte er diese Pläne, konnte aber nicht verhindern, dass im Kriegsverlauf die wirtschaftlichen Repressalien gegen Winzer wie auch die ganze Bevölkerung ins Unerträgliche wuchsen. 1944 waren viele Bordelais gezwungen, auf dem sehr kargen, fast ausschließlich für den Weinbau geeigneten Kiesboden mit einfachen Mitteln Ackerbau zu betreiben.
Während dieser Zeit war die Stadt, wie der ganze französische Südwesten, eine Hochburg der Résistance. Offizielle Politik und ein Großteil des Unternehmertums dagegen schwankten zwischen Schicksalsergebenheit und offener Kollaboration. Der langjährige Bürgermeister Adrien Marquet, ursprünglich politisch links, bei den Bordelais aufgrund seiner Stadtentwicklungspolitik geachtet und beliebt, passte sich so sehr an die Verhältnisse an, dass er bis 1944 seinen Posten behielt. Maurice Papon, Präfekt und somit Polizeichef des Départements Gironde, tat sich bei der Deportation der jüdischen Bevölkerung durch besondere Grausamkeit und Gründlichkeit hervor. Für seine Verbrechen wurde er erst 1997 in einem der letzten Kriegsverbrecherprozesse zur Verantwortung gezogen. Die Résistance verlegte sich in Bordeaux auf wirtschaftliche und militärische Sabotage und Hilfe für Verfolgte: Da nur 50 Kilometer landeinwärts die Demarkationslinie zum „freien“ Vichy-Frankreich verlief, wurden über diese Grenze viele Schmuggelwaren und viele Personen gebracht, die vor den Besatzern fliehen wollten oder mussten. Versuche, über die Gironde und den Hafen von Bordeaux alliierte Soldaten zu Sabotagezwecken ins Land zu holen, misslangen jedoch.
Nach der Invasion in der Normandie im Juni 1944 wurde von Hitler befohlen, bei einem Rückzug der deutschen Truppen aus Bordeaux die Hafenanlagen und die Pont de pierre in Bordeaux zu zerstören. Der Divisionskommandeur Generalleutnant Albin Nake schloss entgegen dem Befehl aber nach Verhandlungen mit den Vertretern der örtlichen Résistance eine geheime Übereinkunft, dass die Stadt Bordeaux nicht zerstört würde, wenn die kampflos abziehenden deutschen Truppen von den Gruppen des Widerstandes nicht angegriffen würden, sondern freies Geleit erhielten. Der deutsche Feldwebel Heinz Stahlschmidt hatte am 22. August 1944 das deutsche Munitionsdepot mit den bereit liegenden 4000 Zündern für die beabsichtigte Sprengung gesprengt und dabei mehrere deutsche Soldaten getötet. Ob dieser Sabotageakt die Zerstörung der Stadt verhindert hat, ist nicht geklärt, da die deutschen Truppen auch danach noch über genügend Artillerie verfügten, um die Stadt zu zerstören. An die getroffene Vereinbarung hielten sich beide Seiten; die deutschen Truppen und Zivilkräfte zogen in drei Marschgruppen ab. Bordeaux blieb im Krieg weitgehend unbeschädigt.
Jacques Chaban-Delmas, einer der wichtigsten Figuren des Widerstandes gegen die deutsche Besatzung und später (1969–1972) Premierminister unter Pompidou, wurde 1947 zum Bürgermeister gewählt und behielt das Amt bis 1995.
In der zweiten Hälfte des 20. Jahrhunderts unterlag Bordeaux einem tiefgreifenden Strukturwandel. Chaban betrieb eine Politik der Industrialisierung und bisweilen radikalen Modernisierung: Der Seehafen, bis dahin direkt in der Stadt gelegen, wurde seit den 1960er Jahren aufgegeben und durch ein Terminal für Containerschiffe nahe Le Verdon an der Girondemündung ersetzt.  Die Öltanker bedienen seitdem eine Großraffinerie in Pauillac, ca. 50 km entfernt. Zu dieser Zeit entstanden auf bis dahin brachliegendem Gelände im Norden der Stadt ein Messegelände, Hotels und Einkaufszentren. Eine Verwaltungsstadt wurde in der Nähe des Stadtzentrums errichtet, für die ein ganzes Viertel abgerissen wurde. Zudem wurde ein Autobahnring gebaut (Autoroute A630), um der zunehmenden Verkehrsprobleme Herr zu werden. Nach den Mai-Unruhen 1968 wurde die Universität Bordeaux in einen neuen Campus im Vorort Talence ausgelagert: eine Maßnahme, die sowohl den aus Amerika stammenden Gedanken eines geschlossenen Campus aufnahm als auch dazu führen sollte, potenzielle Unruhestifter aus dem Stadtzentrum zu verdrängen. In den 1970er Jahren siedelten sich unter anderem Ford, IBM, Siemens und Aérospatiale in neu ausgewiesenen Gebieten am Stadtrand und in den Nachbargemeinden an. Die Schwerindustrie gab in den 1980er Jahren ihre Standorte in der Innenstadt auf, was zu einem nicht unerheblichen Verlust von Arbeitsplätzen führte. Nicht jede dieser brachialen Maßnahmen wurde dem Aufwand gerecht, aber der Niedergang der Wirtschaft wurde immerhin aufgehalten. Möglich geworden ist dies auch durch den Zusammenschluss von Bordeaux und seinen Nachbargemeinden zur Communauté Urbaine de Bordeaux (CUB), einem kommunalen Verbund, der seitdem interkommunale Aufgaben wie Strukturpolitik, Nahverkehr, Ver- und Entsorgung regelt.

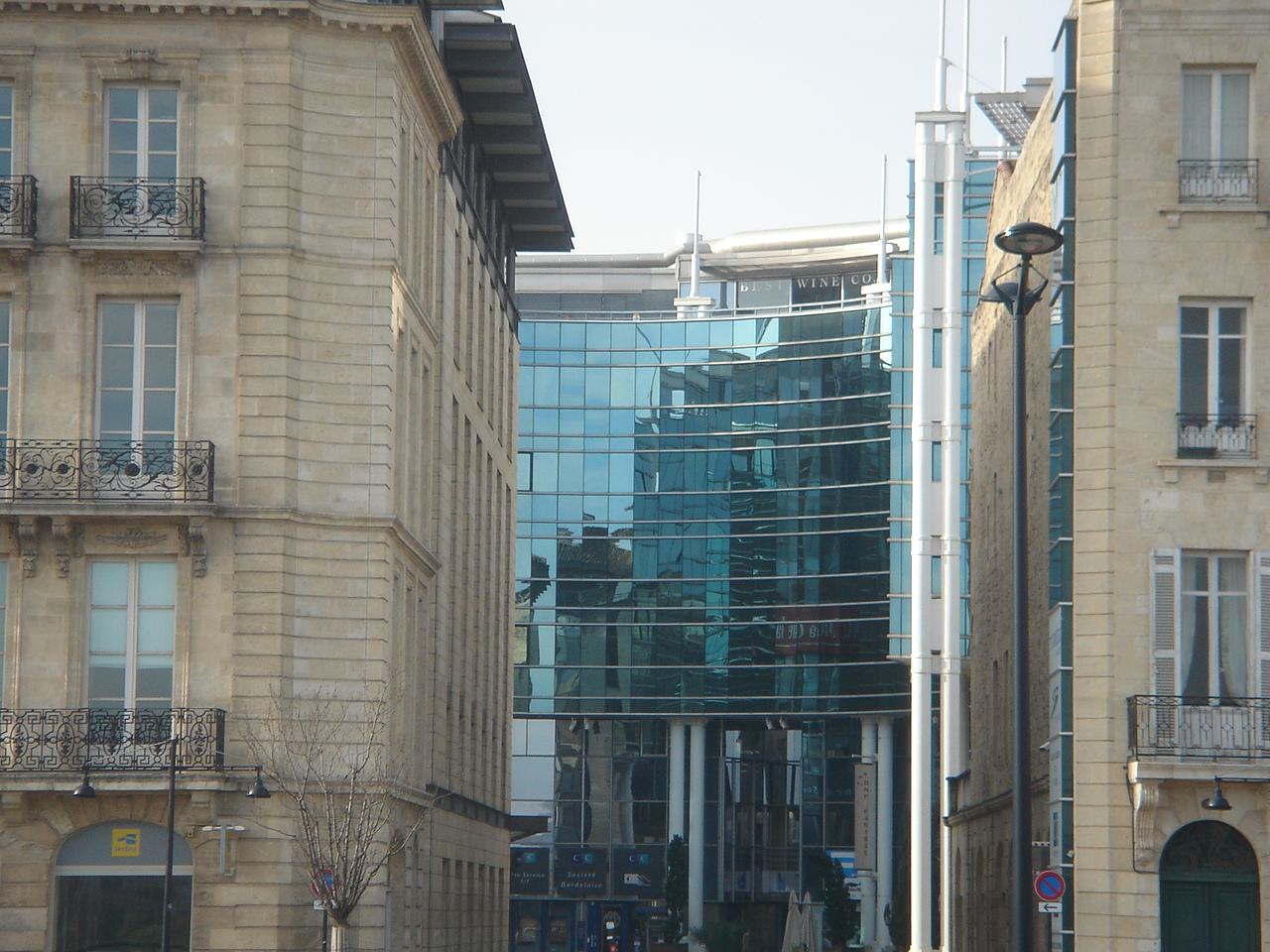
Cité Mondiale du Vin

Während der 1990er Jahre wurde sich Bordeaux seines historischen Erbes bewusst. Die Altstadt mit fast vollständig erhaltenem historischen Erscheinungsbild wurde zunehmend verkehrsberuhigt. Wohnlagen wurden aufgewertet, historische Gebäude saniert, die Front zur Garonne restauriert und Neubauten wie die Cité Mondiale du Vin behutsam ins Stadtbild eingefügt. 1994 wurde ein großangelegtes Projekt zur Stadtsanierung vorgestellt, dessen Hauptziel es war, die Stadt an die Garonne heranzuführen. Chabans Nachfolger im Amt verfolgten dieses Projekt vehement weiter: Alte Lagerhallen wurden abgerissen, Radwege und Promenaden gebaut und die Industriebrachen der rechten Garonneseite mit neuen Bauten versehen. Im Jahr 2004 wurde der seit den 1960er Jahren durch Busse ersetzte Straßenbahnverkehr mit drei neuen Linien wiederaufgenommen.